# Pelochares acuminatus
Pelochares acuminatus är en skalbaggsart som beskrevs av Champion 1923. Pelochares acuminatus ingår i släktet Pelochares och familjen lerstrandbaggar. Inga underarter finns listade i Catalogue of Life.